# La Perrière (Sabaudia)
La Perrière – miejscowość i dawna gmina we Francji, w regionie Owernia-Rodan-Alpy, w departamencie Sabaudia. W 2013 roku populacja gminy wynosiła 468 mieszkańców. 
W dniu 1 stycznia 2017 roku z połączenia dwóch ówczesnych gmin – La Perrière oraz Saint-Bon-Tarentaise – utworzono nową gminę Courchevel. Siedzibą gminy została miejscowość Saint-Bon-Tarentaise. 